# 4260 Yanai
4260 Yanai (1989 AX) là một tiểu hành tinh vành đai chính được phát hiện ngày 4 tháng 1 năm 1989 bởi Seiji Ueda và Hiroshi Kaneda ở Kushiro.